# Liste von Organisationen zur Wasserrettung
Für die Seenotrettungsgesellschaften gibt es eine eigene Liste unter:
| Name                                                                       | Abkürzung | Staat                   |
| -------------------------------------------------------------------------- | --------- | ----------------------- |
| Arbeiter-Samariter-Bund                                                    | ASB       | Deutschland Österreich  |
| Asociacion Costarricense de Guardavidas                                    | ACG       | Costa Rica              |
| Associaçao de Nadadores Salvadores                                         | ASNASA    | Portugal                |
| Belgische Reddings Federatie                                               |           | Belgien                 |
| China Life Saving Association                                              |           | China                   |
| Dansk Svømmeunion                                                          |           | Dänemark                |
| Deutsche Gesellschaft zur Rettung Schiffbrüchiger                          | DGzRS     | Deutschland             |
| Deutsche Lebens-Rettungs-Gesellschaft                                      | DLRG      | Deutschland             |
| Eesti Vetelpaasteuhing                                                     |           | Estland                 |
| Elliniki Omada Diasosis (Hellenic Rescue Team)                             | HRT       | Griechenland            |
| Equipo Profesional de Salvamento Aquatico                                  | EPSA      | Argentinien             |
| Féd. Algérienne de Sauvetage, Secourisme et Act. Subaquatiques             | FASSAS    | Algerien                |
| Federacion Espanola de Salvamento y Socorrismo                             | FESS      | Spanien                 |
| Fédération Luxembourgeoise de Natation et de Sauvetage                     | FLNS      | Luxemburg               |
| Federazione Italiana Nuoto (Sezione Salvamento)                            | FIN       | Italien                 |
| Feuerwehr (Wasserrettungszüge und Havariekommandos)                        |           | Deutschland             |
| Freiwilliger Seenot-Dienst                                                 | FSD       | Deutschland             |
| Hrvatski Crveni Kriz                                                       |           | Kroatien                |
| Indian Life Saving Society                                                 |           | Indien                  |
| Instituto de Socorros a Naufragos                                          | ISN       | Portugal                |
| International Life Saving Federation                                       | ILS       | International           |
| Irish Water Safety                                                         | IWS       | Irland                  |
| Japan Lifesaving Association                                               |           | Japan                   |
| Johanniter-Unfall-Hilfe                                                    | JUH       | Deutschland             |
| Kenya Life Saving and Lifeguarding Association                             | KLLA      | Kenia                   |
| Latvian Life Saving Society                                                |           | Lettland                |
| Lithuanian Water Rescue Association                                        |           | Litauen                 |
| Magyar Elet es Vizimento Szovetseg                                         |           | Ungarn                  |
| National Chines Surf Life Saving Association                               |           | Republik China (Taiwan) |
| National Water Life Saving Association of the Republic of China            |           | Republik China (Taiwan) |
| Norges Livredningsselskap                                                  | NLS       | Norwegen                |
| Nova Scotia Lifeguard Service                                              | NSLS      | Kanada                  |
| Österreichische Wasserrettung                                              | ÖWR       | Österreich              |
| Reddingsbrigades Nederland                                                 | KNBRD     | Niederlande             |
| Redningsselskapet                                                          | RS        | Norwegen                |
| Royal Life Saving Society Australia                                        | RLSSA     | Australien              |
| Royal Life Saving Society Canada                                           | RLSSC     | Kanada                  |
| Royal Life Saving Society - Jamaica                                        | RLSS J    | Jamaika                 |
| Royal Life Saving Society - New Zealand                                    | RLS NZ    | Neuseeland              |
| Royal Life Saving Society UK                                               | RLSSUK    | England, Irland         |
| Salvavidas de Chile                                                        | SEAL      | Chile                   |
| Singapore Life Saving Society                                              | SLSS      | Singapur                |
| Slysavarnafélagið Landsbjörg (Icelandic Association for Search and Rescue) | ICE-SAR   | Island                  |
| Sociedade Brasileira de Salvamento Aquatico                                | SOBRASA   | Brasilien               |
| South African Lifesaving                                                   |           | Südafrika               |
| Suomen Uimaopetus- ja Hengenpelastusliitto                                 | SUH       | Finnland                |
| Surf Life Saving Australia                                                 | SLSA      | Australien              |
| Surf Life Saving Association of Great Britain                              | SLSA GB   | Großbritannien          |
| Surf Life Saving Association of Indonesia                                  |           | Indonesien              |
| Surf Life Saving New Zealand                                               | SLSNZ     | Neuseeland              |
| Svenska Livräddningssällskapet                                             |           | Schweden                |
| Schweizerische Lebensrettungs-Gesellschaft                                 | SLRG      | Schweiz                 |
| United States Lifesaving Association                                       | usla      | USA                     |
| Vodni zachranna sluzba Ceskeno cerveniho krize                             | VZS       | Tschechien              |
| Wasserwacht                                                                | WW        | Deutschland             |
| Water Safety New Zealand                                                   | WSNZ      | Neuseeland              |
| Wodne Ochotnicze Pogotowie Ratunkowe                                       | WOPR      | Polen                   |